# شاهرخ اکبری دیلمقانی
شاهرخ اکبری دیلمقانی (زادهٔ ۱۳۳۴ خورشیدی در خوی) مجسمه‌ساز ایرانی است.

## زندگی
شاهرخ اکبری دیلمقانی متولد ۱۳۳۴ خوی است. او دانش‌آموختهٔ رشته معماری داخلی، دانشگاه هنر تهران در سال ۱۳۵۷ و کارشناس ارشد مرکز هنرهای تجسمی وزارت فرهنگ و ارشاد اسلامی، کارشناس ارشد رشته مجسمه‌سازی از دانشکده هنرهای زیبا، عضو سازمان نظام مهندسی ساختمان‌سازان ایران، عضو هیئت مدیرهٔ انجمن مجسمه‌سازان ایران، دبیر اجرایی سه دوره دوسالانهٔ سفال، سرامیک و آبگینهٔ معاصر ایران است.

## فعالیت‌ها
برپایی نمایشگاه‌های جمعی در موزه هنرهای معاصر تهران در سال‌های ۱۳۶۴، ۱۳۶۶، ۱۳۷۱، ۱۳۷۶، ۱۳۷۹، شرکت در دوسالانهٔ هنر داکا، شرکت در بی‌ینال‌های اول، دوم و چهارم مجسمه‌سازی ایران، آرت اکسپوی تهران، تالار وحدت ۱۳۸۳، نمایشگاه گروهی مجسمه، گالری برگ ۱۳۸۴، بی‌ینال مجسمه‌سازی ایران، گالری صبا ۱۳۸۴ در کارنامه حرفه‌ای این مجسمه‌ساز ثبت شده‌اند.
او همچنین دبیر اجرایی پنجمین دوسالانه مجسمه‌سازی، داوری نمایشگاه‌های مجسمه و برگزاری کارگاه‌های مجسمه‌سازی را در سوابق فعالیت هنری‌اش دارد.
آثار مجسمه شاهرخ اکبری دیلمقانی، به شیوه انتزاعی ساخته شده‌اند.

## پی‌نوشت
1. ↑  زندگینامه: شاهرخ اکبری دیلمقانی (۱۳۳۴-).
2. ↑  زندگینامه: شاهرخ اکبری دیلمقانی (۱۳۳۴-).
3. ↑  زندگینامه: شاهرخ اکبری دیلمقانی (۱۳۳۴-).
4. ↑  زندگینامه: شاهرخ اکبری دیلمقانی (۱۳۳۴-).